# Elegante (singolo)
Elegante è un singolo del rapper italiano DrefGold, pubblicato il 10 giugno 2020 come terzo estratto dal secondo album in studio Elo.

## Descrizione
Seconda traccia dell'album, il brano è stato realizzato con la partecipazione del rapper Sfera Ebbasta.

## Classifiche

### Classifiche settimanali
| Classifica (2020) | Posizione massima |
| ----------------- | ----------------- |
| Italia            | 2                 |

### Classifiche di fine anno
| Classifica (2020) | Posizione |
| ----------------- | --------- |
| Italia            | 62        |